# Augustin Cavalier
Pour les articles homonymes, voir Cavalier.
Augustin-Antoine Cavalier est un magistrat et homme politique français.

## Biographie
Né le 29 janvier 1763 à Bez, Augustin-Antoine Cavalier fait ses débuts comme avocat à Toulouse. Lors de la Révolution, il émigre en Espagne.
Revenu en France sous le Directoire, il est élu à l'Académie du Gard en 1801. Il est procureur général près la cour impériale de Nîmes de sa fondation en 1804, jusqu'en 1816.
Alors propriétaire et connu pour ses opinions royalistes constitutionnelles, il est nommé maire de Nîmes le 15 mars 1819. Il poursuit l'aménagement de la ville engagé par ses prédécesseurs, en se chargeant du reboisement des jardins de la Fontaine, qu'il transforme en une « forêt verdoyante » et dote en outre d'un bélier hydraulique. Il protège la tour Magne par une grille de fer, et perce le cours Neuf où il fait planter une allée d'arbres. Il fait encore aplanir les boulevards.
Il installe une école gratuite pour les filles, ainsi qu'une autre, de dessin. L'un des premiers édiles à s'intéresser à la politique culturelle, il fait l'acquisition d'une salle de spectacles. Il fait souscrire la municipalité à des revues savantes comme les Annales de l'industrie, pour que les nîmois puissent s'informer des avancées scientifiques. Il fait restaurer les gradins des arènes et détruire les maisons entourant la maison Carrée.
En août 1824, il donne cependant sa démission pour raisons de santé. Il meurt en 1847.

## Décoration
- Chevalier de la Légion d'honneur (1804)[1]